# Lijst van voetbalinterlands Algerije - Burundi
Deze lijst van voetbalinterlands is een overzicht van alle officiële voetbalwedstrijden tussen de nationale teams van Algerije en Burundi. De landen hebben tot op heden zes keer tegen elkaar gespeeld. De eerste ontmoeting was een kwalificatiewedstrijd voor het Wereldkampioenschap voetbal 1994 in Tlemcen op 9 oktober 1992. Het laatste duel, een vriendschappelijke wedstrijd, werd gespeeld op 9 januari 2024 in Lomé (Togo).

## Wedstrijden
| № | Plaats    | Datum           | Competitie                   | Wedstrijd          | Uitslag |
| - | --------- | --------------- | ---------------------------- | ------------------ | ------- |
| 1 | Tlemcen   | 9 oktober 1992  | WK 1994 kwalificatie         | Algerije − Burundi | 3 − 1   |
| 2 | Bujumbura | 17 januari 1993 | WK 1994 kwalificatie         | Burundi − Algerije | 0 − 0   |
| 3 | Algiers   | 12 januari 2001 | Afrika Cup 2002 kwalificatie | Algerije − Burundi | 2 − 1   |
| 4 | Bujumbura | 25 maart 2001   | Afrika Cup 2002 kwalificatie | Burundi − Algerije | 0 − 1   |
| 5 | Doha      | 11 juni 2019    | Vriendschappelijk            | Algerije − Burundi | 1 − 1   |
| 6 | Lomé      | 9 januari 2024  | Vriendschappelijk            | Burundi − Algerije | 0 − 4   |

## Samenvatting
| Competitie              | Totaal gespeeld | Winst Algerije | Gelijk | Winst Burundi | Doelsaldo Algerije – Burundi |
| ----------------------- | --------------- | -------------- | ------ | ------------- | ---------------------------- |
| WK-kwalificatie         | 2               | 1              | 1      | 0             | 3 − 1                        |
| Afrika Cup-kwalificatie | 2               | 2              | 0      | 0             | 3 − 1                        |
| Vriendschappelijk       | 2               | 1              | 1      | 0             | 5 − 1                        |
| Totaal                  | 6               | 4              | 2      | 0             | 11 − 3                       |

Wedstrijden bepaald door strafschoppen worden, in lijn met de FIFA, als een gelijkspel gerekend.